# Автошлях Т 2401
| Маршрут: Т 2401               | Маршрут: Т 2401                        |
| ----------------------------- | -------------------------------------- |
| Черкаська область             |                                        |
| Черкаський район              |                                        |
| Городище                      | Перетин з Н01 Т 2408                   |
| Дирдин                        | 4,6 км                                 |
| Хлистунівка                   | 6,8 км                                 |
| Звенигородський район         |                                        |
| В'язівок                      | 13,0 км                                |
| Сердегівка                    | 22,5 км                                |
| Терешки                       | 27,0 км                                |
| Шпола                         | 31,5 км Перетин з Н16                  |
| Кримки                        | 41,7 км                                |
| Межигірка                     | 53,7 км                                |
| Кіровоградська область        |                                        |
| Новоукраїнський район         |                                        |
| Листопадове                   | 61,7 км                                |
| Новомиргород                  | 64,0 км Перетин з Т 1206 Т 1209 Т 2414 |
| Мала Виска                    | 83,4 км                                |
| Вишневе                       | 91,6 км                                |
| Олександрівка                 | 98,0 км Перетин з E50 М12              |
| Плетений Ташлик               | 103,7 км                               |
| Новоукраїнка                  | 125,5 км Перетин з Т 1504              |
| міжнародний автошлях E584 М13 | 140,0 км                               |
| Рівне                         | 144,5 км Перетин з Т 1221              |
| Іванівці                      | 151,3 км                               |
| Шишкине                       | 165,0 км                               |
| Острівка                      | 170,8 км                               |
| Кропивницький район           |                                        |
| Садове                        | 174,1 км                               |
| Бобринець                     | 187,0 км Перетин з Н14                 |
| Мюдівка                       | 197,4 км                               |
| Солонцюватка                  | 203,6 км                               |
| Селіванове                    | 208,5 км                               |
| Седнівка                      | 213,7 км                               |
| Устинівка                     | 222,0 км Перетин з Т 1210 Т 1216       |

Автошля́х Т 2401 — територіальний автомобільний шлях в Україні, Городище — Шпола — Новоукраїнка — Бобринець — Устинівка. Проходить територією Черкаської та Кіровоградської областей.

## Маршрут
Автошлях починається в місті Городище на перетині з автошляхом Н01, проходить через населені пункти Черкаського та Звенигородського районів Черкаської області, а також Новоукраїнського та Кропивницького районів Кіровоградської області до перетину з автошляхами Т 1216 та Т 1210 в селищі Устинівка.
Загальна довжина дороги — 205,2 км. Асфальтобетонне покриття траси на деяких ділянках не оновлювалося більше 50 років. У березні 2021 року Служба автомобільних доріг Кіровоградської області повідомила про початок ремонту ділянок з відсутнім твердим покриттям.